# The Dinosauria
Pour les articles homonymes, voir Dinosauria (homonymie).
The Dinosauria est un livre détaillé sur les dinosaures couvrant un large éventail de sujets touchant ces derniers, dont leur anatomie, histoire et systématique. Cette encyclopédie spécialisée publié par les University of California Press cumule les travaux de plusieurs experts dans le domaine réunis par David B. Weishampel, Peter Dodson et Halszka Osmólska.
La première édition, publiée en 1990, réunit les travaux de 23 scientifiques. La seconde, publiée en 2004, réunit ceux de 43 chercheurs.
L'ouvrage a été décrit comme étant un « travail monumental » ainsi que la « meilleure référence académique à propos des dinosaures, ».